# Prvenstvo BLP 1927-1928
Il Prvenstvo Beogradskog loptičkog podsaveza 1927./28., in cirillico Првенство Београдског лоптичког подсавеза 1927./28., (it. "Campionato della sottofederazione calcistica di Belgrado 1927-28") fu la nona edizione del campionato organizzato dalla Beogradski loptački podsavez (BLP).
Il torneo fu vinto dallo Jugoslavija, al suo quinto titolo nella BLP.

Questa vittoria diede ai biancorossi l'accesso al Državno prvenstvo 1928 (il campionato nazionale jugoslavo) assieme ai vincitori delle altre sottofederazioni.
Il campionato era diviso era diviso fra le squadre di Belgrado città (divise in più classi, razred) e quelle della provincia (divise in varie parrocchie, župe). La vincitrice della 1. razred disputava la finale sottofederale contro la vincente del campionato provinciale.

## Prima classe "A"

### Classifica
|                   | Pos. | Squadra            | Pt | G  | V | N | P | GF | GS | QR    |
| ----------------- | ---- | ------------------ | -- | -- | - | - | - | -- | -- | ----- |
|                   | 1.   | Jugoslavija        | 18 | 10 | 9 | 0 | 1 | 54 | 8  | 6,750 |
|                   | 2.   | BSK Belgrado       | 18 | 10 | 9 | 0 | 1 | 42 | 10 | 4,200 |
|                   | 3.   | Jedinstvo Belgrado | 10 | 10 | 5 | 0 | 5 | 22 | 26 | 0,846 |
|                   | 4.   | Soko Belgrado      | 9  | 10 | 4 | 1 | 5 | 26 | 27 | 0,962 |
|                   | 5.   | BUSK Belgrado      | 4  | 10 | 1 | 2 | 7 | 11 | 38 | 0,289 |
|                   | 6.   | Slavija Belgrado   | 1  | 10 | 0 | 1 | 9 | 12 | 58 | 0,206 |
| Fonte: exyufudbal |      |                    |    |    |   |   |   |    |    |       |

Legenda:
      Campione della BLP ed ammessa al campionato nazionale.
  Partecipa agli spareggi per l'accesso al campionato nazionale.
      Retrocessa nella classe inferiore.
Note:
Due punti a vittoria, uno a pareggio, zero a sconfitta.

### Risultati
Andata:
02.10.1927. Jugoslavija – BUSK 8–2, Jedinstvo – Soko 4–2
09.10.1927. Jugoslavija – Slavija 10–1, Soko – BUSK 3–3, Jedinstvo – BSK 1–4
23.10.1927. Slavija – BUSK 1–1, Jedinstvo – Jugoslavija 1–2
30.10.1927. Soko – Slavija 2–0, Jedinstvo – BUSK 3–1
06.11.1927. Soko – Jugoslavija 0–5, BSK – BUSK 5–0, Jedinstvo – Slavija 4–3
13.11.1927. BSK – Slavija 5–2
20.11.1927. BSK – Jugoslavija 3–2
27.11.1927. BSK – Soko 4–1
Ritorno:
05.02.1928. Jugoslavija – Soko 5–0, BSK – Jedinstvo 4–1, BUSK – Slavija 3–2
12.02.1928. Jugoslavija – Slavija 10–1, Jedinstvo – BUSK 2–1, Soko – BSK 1–4
19.02.1928. BSK – BUSK 3–0, Jugoslavija – Jedinstvo 6–0, Soko – Slavija 8–0
26.02.1928. Soko – Jedinstvo 2–1, Jugoslavija – BUSK 4–0, BSK – Slavija 10–0
04.03.1928. Jugoslavija – BSK 2–0
11.03.1928. Jedinstvo – Slavija 5–2, Soko – BUSK 7–1

## Classi inferiori
Nella stagione 1927-28, la BLP contava 33 squadre divise in tre classi:
- 6 squadre in 1. razred
- 10 squadre in 2. razred (5 nel gruppo Sava e 5 nel gruppo Drava)
- 17 squadre in 3. razred (6 nel gruppo Drina, 6 nel gruppo Morava e 5 nel gruppo Vardar).[2]

### 3. razred

#### Gruppo Drina
```
   Squadra                         G   V   N   P   GF  GS  Q.Reti  Pti
1  
Čukarički
                       10  7   1   2   25  10  2,500   15
2  
Zlatibor
                        10  6   2   2   27  15  1,800   14
3  Heroj                           10  5   1   4   21  19  1,105   11
4  Gardist                         10  2   3   5   17  22  0,773   7
5  Gvožđar                         10  3   1   6   18  27  0,667   7
6  Hakoah                          10  3   0   7   15  30  0,500   6
```

#### Spareggi
Le seconde classificate di 3. razred si sfidarono per un posto in 2. razred. Non sono state disputate tutte le gare poiché vi è stata una ristrutturazione della seconda classe.
```
   Squadra                         G   V   N   P   GF  GS  Q.Reti  Pti
1  
Zlatibor
                        2   2   0   0   4   1   4,000   4
2  Heroj                           1   1   0   0   4   1   4,000   2
3  Kosmaj                          1   0   0   1   0   1   0,000   0
4  
Balkan
                          2   0   0   2   2   7   0,286   0
```

## Provincia
```
Il 18 dicembre 1927, i club della 
Banovina del Vardar
 si staccano dalla BLP e fondano la 
Skopski loptački podsavez
, la sottofederazione calcistica di 
Skopje
.
[
1
]
```

### Beogradska župa

#### Zemun
```
   Squadra                         G   V   N   P   GF  GS  Q.Reti  Pti
1  ZAŠK Zemun                      8   6   1   1   36  9   4,000   13									
2  
Šparta Zemun
                    8   6   1   1   28  13  2,154   13									
3  
Vitez Zemun
                     8   3   3   2   25  22  1,136   9									
4  
Građanski Zemun
                 8   1   1   6   10  28  0,357   3									
5  Trgovačka omladina Zemun        8   1   0   7   11  38  0,289   2
```

#### Pančevo
```
   Squadra                         G   V   N   P   GF  GS  Q.Reti  Pti
1  Pančevački SK Pančevo           4   3   1   0   13  5   2,600   7									
2  Borac Pančevo                   4   1   1   2   5   9   0,556   3									
3  Banat Pančevo                   4   1   0   3   6   10  0,600   2
```

#### Finale Beogradska župa
```
Pančevački SK Pančevo - ZAŠK Zemun        4-5
```

### Banatska župa
```
   Squadra                         G   V   N   P   GF  GS  Q.Reti  Pti
1  Dušan Silni Vršac               12  8   1   3   35  17  2,059   17									
2  
Obilić Veliki Bečkerek
          12  5   4   3   47  25  1,880   14									
3  Švebiše Veliki Bečkerek         12  6   1   5   27  33  0,818   13									
4  Borac Veliki Bečkerek           12  4   4   4   28  28  1,000   12									
5  Srbija Velika Kikinda           12  5   1   6   17  19  0,895   11									
6  Željeznički SK Veliki Bečkerek  12  4   1   7   21  38  0,553   9									
7  Kadima Veliki Bečkerek          12  3   2   7   29  44  0,659   8
```

### Novosadska župa
```
   Squadra                         G   V   N   P   GF  GS  Q.Reti  Pti
1  
Mačva Šabac
                     8   5   2   1   28  16  1,750   12									
2  
Vojvodina
                       8   5   1   2   24  16  1,500   11									
3  
NAK Novi Sad
                    8   4   1   3   21  15  1,400   9									
4  
NTK Novi Sad
                    8   3   2   3   21  13  1,615   8									
5  
Juda Makabi
                     8   0   0   8   2   36  0,056   0
```

### Moravska župa
```
   Squadra                         G   V   N   P   GF  GS  Q.Reti  Pti
1  
Radnički Niš
                    6   4   1   1   13  8   1,625   9									
2  Josif Leskovac                  6   3   1   2   19  10  1,900   7									
3  Momčilo Leskovac                6   3   1   2   13  8   1,625   7									
4  Jug Bogdan Prokuplje            6   3   1   2   14  10  1,400   7									
5  
Sinđelić Niš
                    6   2   1   3   13  15  0,867   5									
6  Pobeda Niš                      6   2   1   3   12  14  0,857   5									
7  RSK Sloboda Leskovac            6   1   0   5   5   24  0,208   2
```

### Šumadijska župa
```
   Squadra                         G   V   N   P   GF  GS  Q.Reti  Pti									
1  
Šumadija Kragujevac
             6   5   1   0   21  2   10,500  11									
2  Slavija Kragujevac              6   4   1   1   18  7   2,571   9									
3  
Mladi radnik Kragujevac
         6   2   0   4   7   17  0,412   4									
4  Car Lazar Kruševac              6   0   0   6   2   22  0,091   0
```

### Braničevska župa
```
   Squadra                         G   V   N   P   GF  GS  Q.Reti  Pti
1  Viktorija Požarevac             4   3   0   1   13  6   2,167   6									
2  Đurađ Smederevac Smederevo      4   3   0   1   11  8   1,375   6									
3  Hajduk Požarevac (-2)           4   0   0   4   1   11  0,091   -2
```

## Finali provinciali
```
Primo turno:        
Mačva Šabac
 - 
Obilić V. Bečkerek
               4-1												
                    
Šumadija Kragujevac
 - 
Radnički Niš
             3-2												
                    ZAŠK Zemun - Viktorija Požarevac               7-6 (annullata), 6-4										
Semifinale:         
Mačva Šabac
 - 
Šumadija Kragujevac
              4-3												
Finale:             
Mačva Šabac
 - ZAŠK Zemun                       6-1
```

## Finale sottofederale
```
Disputata fra i vincitori della 
1/A razred
 (
Jugoslavija
) e della provincia (
Mačva Šabac
).
```

| Data                       | Partita                   | Ris. |
| -------------------------- | ------------------------- | ---- |
| ?                          | Jugoslavija – Mačva Šabac | 8–2  |
| Fonte: claudionicoletti.eu |                           |      |